# Per-Iwar Sohlström
Per-Iwar Sohlström, folkbokförd Per Ivar Sohlström, född 8 augusti 1946 i Torps församling i Västernorrlands län, död 27 april 2018 i Essinge distrikt i Stockholm, var en svensk journalist.
Sohlström växte upp i Ljungaverk i Medelpad och var son till kamrer Eric Sohlström och Karin, ogift Sundin.
Han började sin journalistgärning på Östersunds-Posten och fortsatte vid tidningar som Göteborgs-Tidningen och Expressen samt på Sveriges Television i Luleå. Åren 1989 till 2007 var han verksam vid Aftonbladet, där han till en början bevakade hela norra Sverige, stationerad i Luleå och Sundsvall. Efter Luleåredaktionens nedläggning i början av 1990-talet kom han till Aftonbladets nya redaktion i Globen i Stockholm, varifrån han åkte runt i landet på reportageresor. Han gjorde intervjuer med kändisar som Börje Salming, Alice Babs, Thorbjörn Fälldin, Kjell Bergqvist, Björn Skifs, Sverker Åström och Elfriede Jelinek. Han bevakade tyngre nyheter som pojken Kevins död i Arvika 1998, diskoteksbranden i Göteborg samma år och mordet på Anna Lindh 2003.
Per-Iwar Sohlström var först gift 1972–1980 med Elsa Kuninkaanniemi (1941–2012) från Finland och fick sonen Jesper (född 1971). Därefter var han gift två gånger med författaren Anna Wahlgren (1942–2022), nämligen 1985–1986 och 1987–1989, och slutligen gifte han sig fjärde gången 2004 med journalisten Gunda Magnusson (född 1944) till sin död 2018. Sohlström är gravsatt i minneslunden på Skogskyrkogården i Stockholm.